# Antón Avdéyev
Antón Alexeyevich Avdéyev (en ruso: Антон Алексеевич Авдеев; Voskresensk, 8 de septiembre de 1986) es un deportista ruso que compitió en esgrima, especialista en la modalidad de espada.
Ganó una medalla de oro en el Campeonato Mundial de Esgrima de 2009 y tres medallas de bronce en el Campeonato Europeo de Esgrima entre los años 2007 y 2014.
Participó en dos Juegos Olímpicos de Verano, en los años 2008 y 2016, ocupando el séptimo lugar en Río de Janeiro 2016, en la prueba por equipos.

## Palmarés internacional
| Campeonato Mundial | Campeonato Mundial      | Campeonato Mundial | Campeonato Mundial |
| Año                | Lugar                   | Medalla            | Prueba             |
| ------------------ | ----------------------- | ------------------ | ------------------ |
| 2009               | Antalya (Turquía)       | Medalla de oro     | Espada individual  |
| Campeonato Europeo |                         |                    |                    |
| Año                | Lugar                   | Medalla            | Prueba             |
| 2007               | Gante (Bélgica)         | Medalla de bronce  | Espada individual  |
| 2011               | Sheffield (Reino Unido) | Medalla de bronce  | Espada por equipos |
| 2014               | Estrasburgo (Francia)   | Medalla de bronce  | Espada por equipos |